# Svenska män och kvinnor

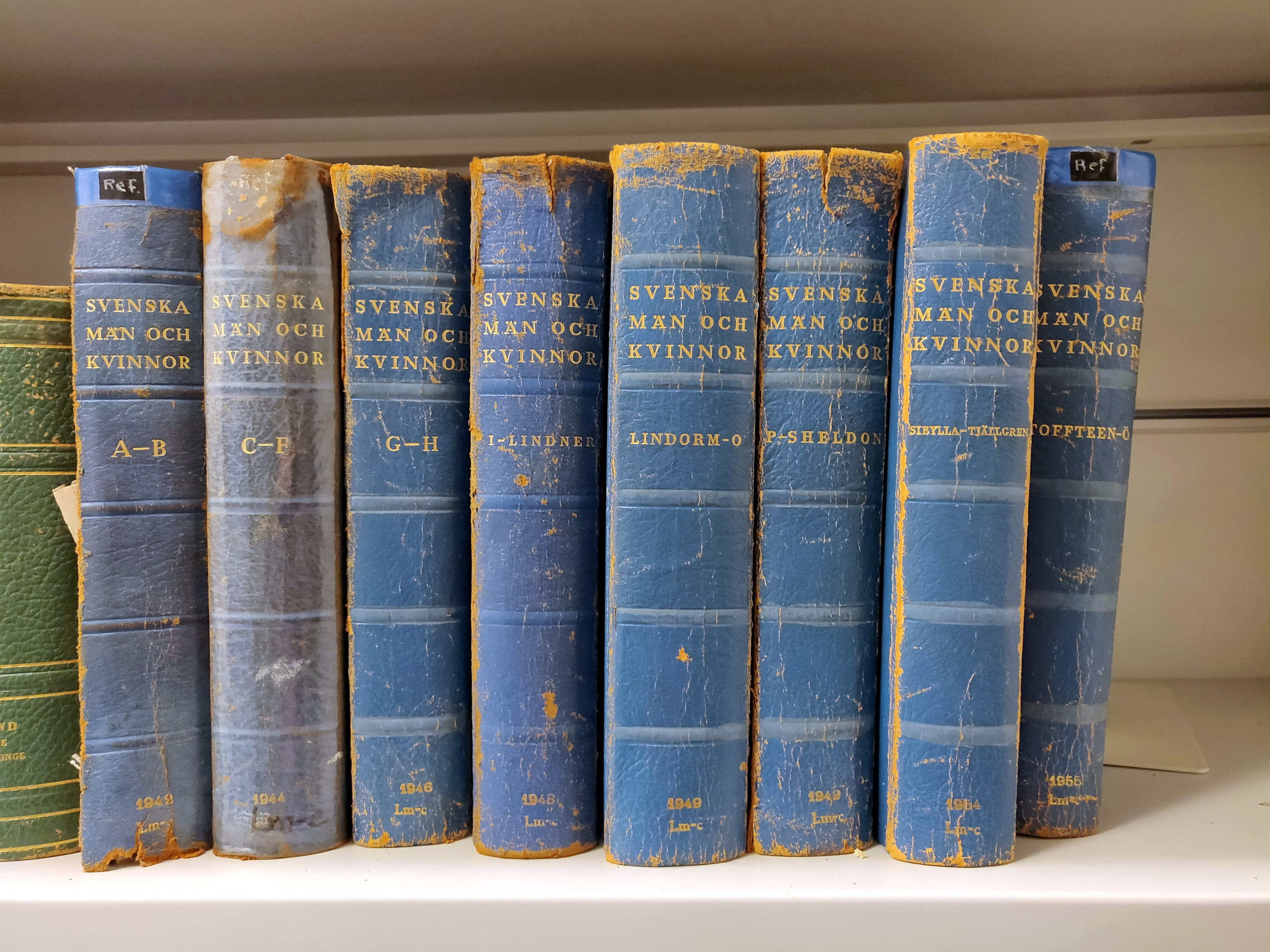
Svenska män och kvinnor (Stadtbibliothek Göteborg)

Svenska män och kvinnor (abgekürzt SMoK; „Schwedische Männer und Frauen“) ist eine biografische Enzyklopädie, die im Verlag Bonnier in acht Bänden 1942–1955 veröffentlicht wurde. Das erklärte Ziel der Enzyklopädie war es, einem größeren Publikum eine leicht zugängliche historische Orientierung bezogen auf Personen in der schwedischen Kultur von der Antike bis in die Neuzeit zu bieten (Vorwort) („"ge en större publik lättillgänglig personhistorisk orientering i svensk odling från äldsta tid till vår egen"“).
Etwa ein Drittel der Biografien befasst sich mit Personen, die zum Zeitpunkt des Drucks noch am Leben waren, und diese hatten die Möglichkeit, die Biografien über sich selbst zu überprüfen. SMoK ist populärer und hat kürzere Artikel als das Svenskt biografiskt lexikon (SBL), es ist jedoch immer noch das Standardwerk für Biografien von Personen, die nicht in SBL enthalten sind oder deren Nachname die Veröffentlichung des SBL noch nicht erreicht hat. Die ersten beiden Bände wurden vom Journalisten und Autor Nils Bohman (1902–1943) herausgegeben, wonach der an der Reichstagsbibliothek arbeitende Torsten Dahl (1914–1988) die Leitung der Publikation übernahm.